# Perscheid
Perscheid település Németországban, Rajna-vidék-Pfalz tartományban. Lakosainak száma 326 fő (2023. december 31.). Perscheid Damscheid és Oberwesel községekkel határos.

## Népesség
A település népességének változása:
| Lakosok száma | 327  | 362  | 353  | 324  | 323  | 326  |
|               | 1975 | 2017 | 2019 | 2021 | 2022 | 2023 |